# Maria di Romania (principessa 1964)
Maria di Romania (Gentofte, 13 luglio 1964) è una principessa romena, ultimogenita di Michele I e di Anna di Borbone-Parma.

## Biografia

### Educazione e carriera

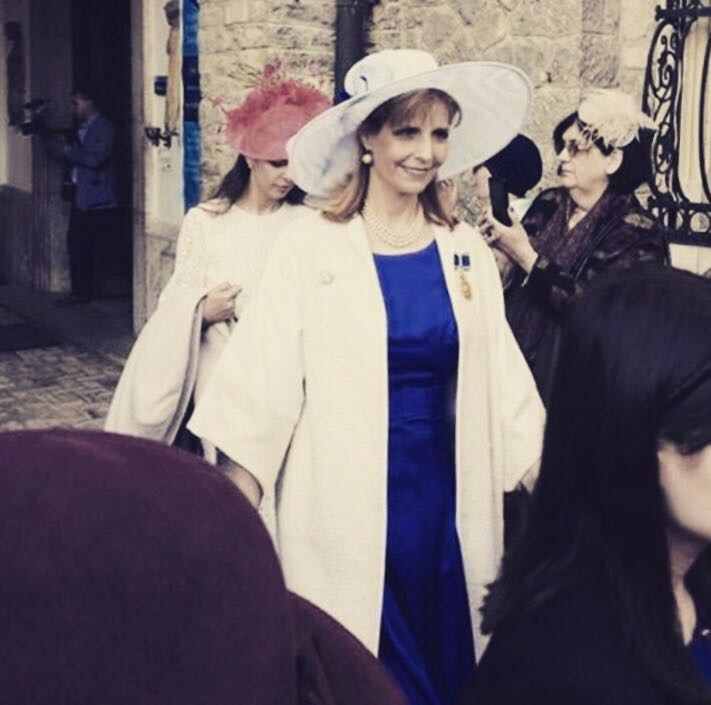
Maria al Castello di Peleș nel 2016

Nacque in Danimarca nel 1964, in assenza del padre che si trovava per lavoro a New York.
 Ebbe come madrina la sorella Margherita.
Frequentò le scuole in Svizzera e negli Stati Uniti d'America, dove studiò puericultura e lavorò per breve tempo nell'assistenza all'infanzia. In seguito lavorò in campo aziendale nelle pubbliche relazioni a New York e nel Nuovo Messico come consulente privata.
Nel 1997 iniziò a viaggiare con regolarità in Romania e nel gennaio 2015 si stabilì a Bucarest, dopo la richiesta della sorella Margherita di trasferirsi in Romania. Da allora ricopre ruoli ufficiali per conto della famiglia reale rumena.

### Matrimonio

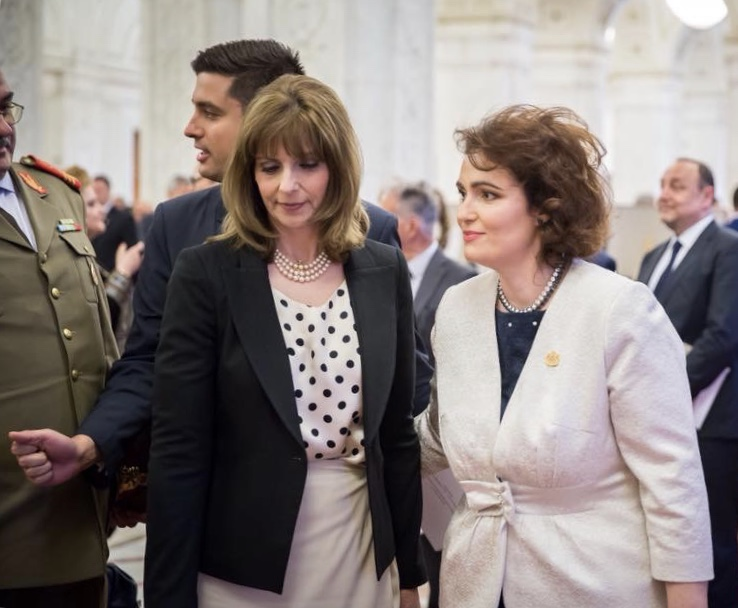
La principessa Maria con la politica Laura-Iuliana Scântei nel 2018

Il 16 settembre 1995 sposò il nobile e ingegnere informatico polacco Kazimierz Wiesław Mystkowski (13 settembre 1958), da cui divorziò nel 2003.

## Patrocini
- Congresso della Società Rumena di Rinologia;[1]
- Organizzazione Umanitaria Concordia;[1]
- National Recycling Patrol Program della Romanian Recycling Association;[1]
- Esposizione Cinologica Internazionale di Alba Iulia;[1]
- Spettacolo dei Cavalli del Club Equestria;[1]
- Festival Internazionale di Ceramica di Cluj;[1]
- Federazione Rumena di Badminton.[1]

## Titoli e trattamento
- 13 luglio 1964 - 10 maggio 2011: Sua Altezza Reale, la principessa Maria di Romania, principessa di Hohenzollern-Sigmaringen
- 10 maggio 2011 - attuale: Sua Altezza Reale, la principessa Maria di Romania

## Ascendenza
|                         |                    |                                 | Genitori                                  |  |  | Nonni |  |  | Bisnonni                |  |  | Trisnonni                            |  |
|                         |                    |                                 |                                           |  |  |       |  |  | Ferdinando I di Romania |  |  | Leopoldo di Hohenzollern-Sigmaringen |  |
|                         |                    |                                 |                                           |  |  |       |  |  | Ferdinando I di Romania |  |  | Leopoldo di Hohenzollern-Sigmaringen |  |
|                         |                    | Antonia di Braganza             |                                           |  |  |       |  |  | Ferdinando I di Romania |  |  |                                      |  |
| Carlo II di Romania     |                    |                                 |                                           |  |  |       |  |  | Ferdinando I di Romania |  |  |                                      |  |
|                         |                    | Maria di Sassonia-Coburgo-Gotha | Alfredo di Sassonia-Coburgo-Gotha         |  |  |       |  |  |                         |  |  |                                      |  |
|                         |                    | Maria di Sassonia-Coburgo-Gotha | Alfredo di Sassonia-Coburgo-Gotha         |  |  |       |  |  |                         |  |  |                                      |  |
|                         |                    | Maria di Sassonia-Coburgo-Gotha | Marija Aleksandrovna Romanova             |  |  |       |  |  |                         |  |  |                                      |  |
| Michele I di Romania    |                    | Maria di Sassonia-Coburgo-Gotha |                                           |  |  |       |  |  |                         |  |  |                                      |  |
|                         |                    | Costantino I di Grecia          | Giorgio I di Grecia                       |  |  |       |  |  |                         |  |  |                                      |  |
|                         |                    | Costantino I di Grecia          | Giorgio I di Grecia                       |  |  |       |  |  |                         |  |  |                                      |  |
|                         |                    | Costantino I di Grecia          | Ol'ga Konstantinovna Romanova             |  |  |       |  |  |                         |  |  |                                      |  |
| Irene di Grecia         |                    | Costantino I di Grecia          |                                           |  |  |       |  |  |                         |  |  |                                      |  |
|                         |                    | Sofia di Prussia                | Federico III di Germania                  |  |  |       |  |  |                         |  |  |                                      |  |
|                         |                    | Sofia di Prussia                | Federico III di Germania                  |  |  |       |  |  |                         |  |  |                                      |  |
|                         |                    | Sofia di Prussia                | Vittoria di Sassonia-Coburgo-Gotha        |  |  |       |  |  |                         |  |  |                                      |  |
| Maria di Romania        |                    | Sofia di Prussia                |                                           |  |  |       |  |  |                         |  |  |                                      |  |
|                         | Roberto I di Parma | Carlo III di Parma              |                                           |  |  |       |  |  |                         |  |  |                                      |  |
|                         | Roberto I di Parma | Carlo III di Parma              |                                           |  |  |       |  |  |                         |  |  |                                      |  |
|                         | Roberto I di Parma | Luisa Maria di Borbone-Francia  |                                           |  |  |       |  |  |                         |  |  |                                      |  |
| Renato di Borbone-Parma | Roberto I di Parma |                                 |                                           |  |  |       |  |  |                         |  |  |                                      |  |
|                         |                    | Maria Antonia di Braganza       | Michele del Portogallo                    |  |  |       |  |  |                         |  |  |                                      |  |
|                         |                    | Maria Antonia di Braganza       | Michele del Portogallo                    |  |  |       |  |  |                         |  |  |                                      |  |
|                         |                    | Maria Antonia di Braganza       | Adelaide di Löwenstein-Wertheim-Rosenberg |  |  |       |  |  |                         |  |  |                                      |  |
| Anna di Borbone-Parma   |                    | Maria Antonia di Braganza       |                                           |  |  |       |  |  |                         |  |  |                                      |  |
|                         |                    | Valdemaro di Danimarca          | Cristiano IX di Danimarca                 |  |  |       |  |  |                         |  |  |                                      |  |
|                         |                    | Valdemaro di Danimarca          | Cristiano IX di Danimarca                 |  |  |       |  |  |                         |  |  |                                      |  |
|                         |                    | Valdemaro di Danimarca          | Luisa d'Assia-Kassel                      |  |  |       |  |  |                         |  |  |                                      |  |
| Margherita di Danimarca |                    | Valdemaro di Danimarca          |                                           |  |  |       |  |  |                         |  |  |                                      |  |
|                         |                    | Maria d'Orléans                 | Roberto d'Orléans                         |  |  |       |  |  |                         |  |  |                                      |  |
|                         |                    | Maria d'Orléans                 | Roberto d'Orléans                         |  |  |       |  |  |                         |  |  |                                      |  |
|                         |                    | Maria d'Orléans                 | Francesca Maria d'Orléans                 |  |  |       |  |  |                         |  |  |                                      |  |
|                         |                    | Maria d'Orléans                 |                                           |  |  |       |  |  |                         |  |  |                                      |  |